# Stefano Russo
Stefano Russo (* 26. srpna 1961, Ascoli Piceno) je italský římskokatolický duchovní, biskup Velletri-Segni a biskup Frascati.

## Život
Narodil se 26. srpna 1961 v Ascoli Piceno.
Studoval telekomunikaci a poté architekturu v Pescaře. Kněžskou formaci získal v Grottaferratě a teologické vzdělání na Papežské lateránské univerzitě. Dne 20. dubna 1991 byl biskupem Marcellem Morgantem vysvěcen na kněze a inkardinován do diecéze Ascoli Piceno. Stal se ředitelem diecézní komise pro posvátné umění a kulturu, zastával členství v komisích se stejným zaměřením i v regionu. Roku 1999 byl ustanoven farním administrátorem u svatého Petra v Castel San Pietro. Od roku 2015 byl farářem u sv. Petra a Pavla v Ascoli Piceno.
Dne 18. března 2016 jej papež František jmenoval biskupem Fabriano-Matelica. Biskupské svěcení přijal 28. května z rukou kardinála Edoarda Menichelli a spolusvětiteli byli biskup Giovanni D'Ercole a biskup Nunzio Galantino. Dne 28. září 2018 byl ustanoven generálním sekretářem Italské biskupské konference. Dne 27. dubna 2019 rezignoval ma post biskupa diecéze z důvodu nemožnosti vykonávat tyto dvě funkce najednou.
Dne 7. května 2022 byl papežem ustanoven biskupem Velletri-Segni a 12. září 2023 došlo rozhodnutím papeže ke spojení diecéze s diecézí Frascati in persona episcopi, čímž se stal také biskupem této diecéze.